# سیامبالاگاهاولا
سیامبالاگاهاولا (به لاتین: Siyambalagahawela) یک منطقهٔ مسکونی در سری‌لانکا است که در استان مرکزی (سری‌لانکا) واقع شده‌است.